# Бухарев, Владислав Викторович
Владислав Викторович Бухарев (укр. Владислав Вікторович Бухарєв; род. 14 марта 1969, Лебедин, Сумская область) — украинский общественно-политический и государственный деятель, генерал спецслужб. Народный депутат Украины VIII созыва. Воинское звание — генерал-полковник (6.11.2019). Специальное звание — генерал-лейтенант налоговой милиции.
Председатель Службы внешней разведки Украины (11 июня — 11 сентября 2019 года). Первый заместитель председателя Службы безопасности Украины — начальник Главного управления по борьбе с коррупцией и организованной преступностью (11 сентября — 8 ноября 2019 года). Член СНБО (15 июля — 21 ноября 2019 года).

## Биография
Родился 14 марта 1969 года в Лебедине Сумской области.

### Образование
В 1992 году закончил Киевское высшее военное инженерное училище связи (квалификация — инженер-связист). Институт подготовки кадров Службы безопасности Украины — 1994 год, Сумской государственный университет (квалификация — юрист) — 2018 год. Кандидат юридических наук

### Трудовая деятельность
- Сентябрь 1986 — август 1987 — студент Одесского электротехнического института связи им. Попова;
- Август 1987 — июнь 1992 — курсант Киевского высшего военного инженерного училища связи, служба в Вооружённых Силах.
- Июнь 1992 — декабрь 2007 — служба в органах Службы безопасности Украины на оперативных и руководящих должностях.
- Декабрь 2007 — март 2010 — первый заместитель председателя Государственной налоговой службы Украины — начальник налоговой милиции.
- Март 2010 — март 2014 — пенсионер органов СБУ.
- Март 2014 — июль 2014 работает в Службе безопасности Украины на должности Первого заместителя Председателя СБУ — начальника Главного управления по борьбе с коррупцией и организованной преступностью.

- Июль 2014 — октябрь 2014 — офицер по особым поручениям Председателя Службы безопасности Украины.
- С ноября 2014 народный депутат Верховной Рады Украины. Избран по одномандатному 162 избирательному округу. Беспартийный. Член фракции «Батькивщина». Член Комитета Верховной Рады Украины по вопросам законодательного обеспечения правоохранительной деятельности. Председатель подкомитета по вопросам борьбы с организованной преступностью Комитета Верховной Рады Украины по вопросам законодательного обеспечения правоохранительной деятельности.
- 25 декабря 2018 года включён в санкционный список России[8].
- 6 ноября 2019 года получил воинское звание генерал-полковника[9].
- С мая 2020 года — советник Министра внутренних дел Украины.
- С августа 2021 находится в отставке.

## Семья
- Жена: Бухарева (Коротеева) Елена Александровна.

- Дети: Алексей, Юлия.

## Награды
- Орден «За заслуги» III и II степеней[10];
- Почётная грамота Верховной Рады Украины;
- Почётная грамота Кабинета Министров Украины;
- Почётный знак Комитета Верховной Рады Украины по вопросам борьбы с организованной преступностью и коррупцией «Честь, Мужество, Закон»;
- Нагрудный знак «Почётная звезда Службы безопасности Украины»;
- Почётный знак Службы безопасности Украины;
- Диплом отличия Управления борьбы с наркотиками (ДЕА) Министерства юстиции США;
- Отличие Службы безопасности Украины — нагрудный знак «Крест Доблести» II и I степеней;
- Отличие Службы безопасности Украины — нагрудный знак «За борьбу с коррупцией и организованной преступностью», другие ведомственные отличия Службы безопасности Украины и государственных органов власти;
- Почётный гражданин города Лебедин[11].